# Dysschema cerialis
Dysschema cerialis là một loài bướm đêm thuộc phân họ Arctiinae, họ Erebidae.